# 兴山区
兴山区是黑龙江省鹤岗市下辖的一个市辖区。位于鹤岗市的北部。兴山区原名“笔架”，以附近“笔架山”得名。區政府駐溝南街道興山路29號。

## 行政区划
下辖4个街道，49个居民委员会：
岭北街道、岭南街道、沟北街道和沟南街道。

## 人口
根據第七次人口普查數據，截至2020年11月1日零時，興山區常住人口為21125人。